# ديكوباج

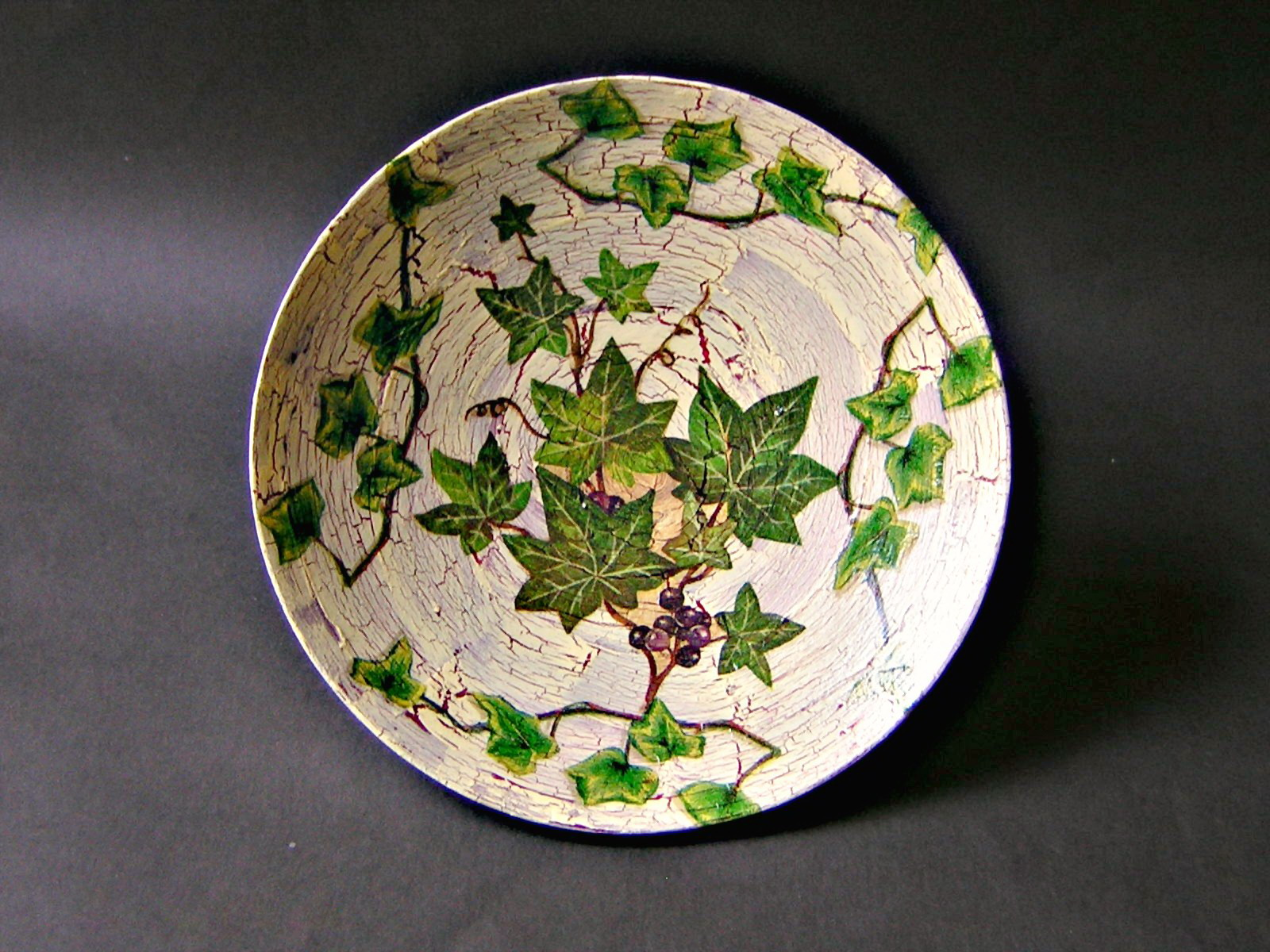

فن الديكوباج أو فن التزيين (بالفرنسية découpage) هو فن استخدام الورق القديم لعمل لوحات فنية، وقد تم اكتشاف هذا الفن في مقبرة بشرق صربيا بينما يعود أصل الممارسة للصين في القرن الثاني عشر حيث كانت قطع الورق تزين الفوانيس والنوافذ والصناديق وغيرها. انتقل فن الديكوباج إلى أوروبا من خلال التجارة وانتشر استخدامه في فرنسا في القرنين السابع عشر والثامن عشر ليتم بعدها دمجه مع فنون أخرى مثل فنون النحت على الخشب حيث كان يتم نحت إطارات بارزة ثم توضع في المنتصف صورة بفن الديكوباج. اشتهر هذا الفن بأنه فن الفقراء لأن الإنسان استخدمه قديما لتزيين الأثاث القديم بالمنازل وذلك بوضع القصاصات على الأثاث ثم دهنها بالورنيش.
يتميز فن الديكوباج بأنه فن سهل رائع، إذ يمكن باستخدام خامات بسيطة وقديمة الحصول على لوحات فنية جميلة والحصول على قطعة أثاث بمظهر جديد مثل المزهريات، والصناديق، والأطباق الخزفية وغيرها، والتي تكتسب مظهرا فنيا يشبه الأعمال اليدوية الحرفية، ويمكن تطبيقها على أسطح كثيرة مختلفة مثل الخشب، أو الكرتون، أو المعدن، أو الفخار، ويتفرع فن الديكوباج لثلاث أنواع هي نحت الفرنيش، نحت الزجاج، والديكوباج ثلاث الأبعاد أو الديكوباج البارز.

## يشتهر فن الديكوباج بثلاث أنواع
- ديكوباج المكون من القصاصات: التي يتم لصقها على الصور أو الأثاث لمحاكاة لوحات أخرى.
- المونتاج: ويقصد به تنسيق صور أو ملفات أو طوابع بريدية أو إعلانات لصُنع عمل فني، والتي يمكن وضعها على الجداريات، أو على براويز ثم تلميعها بالورنيش.
- : ويقصد به دمج عدة قطع من أي خامات مثل القطع الخشبية أو الأصداف أو التذكارات بترتيب معين حسب ذوق الفنان لإخراج لوحة فنية قد تتجسد على صندوق خشبي ويزين بالصدف أو الأحجار الكريمة والخيوط.
- الكولاج: هو استخدام قصاصات ورقية مختلفة لإعطاء فكره معينه على لوحه جدارية.

## الديكوباجثلاثي الأبعاد3D
هو فن صناعة صور ثلاثية الأبعاد، والديكوباج ثلاثي الأبعاد يتم من خلال تركيب عدة طبقات من الرسمة الأصلية بحيث تلصق كل طبقة فوق الأخرى بطريقة متتالية حتى تعطي بروزاً للرسمة، وهو في حد ذاته فن يجمع بين عدة مهارات هي: الطباعة والقص وتشكيل كل جزء على حدة ثم تجميع أو بناء الرسمة لإعطائها البروز المطلوب باستعمال مادة السيليكون أو باستخدام الفوم اللاصق من الجهتين.

## الادوات المطلوبه للعمل[3]
- فرشاة ناعمة.
- اسفنجة يستحسن أن تكون قديمة.
- ألوان اكريليك.
- غراء أبيض.
- ورنيش (فيرني).
- مناديل ورقية ملونة.
- فخار أو صواني خشبية أو برطمانات زجاجية.

## روابط خارجية
- Decoupage videos : http://www.ibn.live/browse-Decoupage-videos-1-date.html